# Adeel Akhtar
Adeel Akhtar (Londres, 18 de septiembre de 1980) es un actor británico. En 2017, ganó el BAFTA por su papel en Murdered by My Father.

## Primeros años
Akhtar nació en Londres, Inglaterra, de padre paquistaní y madre keniana. Fue educado en Cheltenham College Junior School de 1991 a 1994 y luego se mudó a Cheltenham College en Newick House de 1994 a 1999. Originalmente completó una licenciatura en derecho, pero decidió seguir su pasión y cambiarse a la actuación, formándose en el Actors Studio Drama School, luego de estar dentro de The New School, en Nueva York.

## Carrera
Akhtar es conocido por el torpe musulmán extremista Faisal en la película de Chris Morris Four Lions. Otras actuaciones cómicas incluyen a Gupta en The Angelos Epithemiou Show, Maroush en El dictador y Smee en Joe Wright y Pan.
Akhtar también ha sido aclamado por sus interpretaciones dramáticas: en 2015, fue nominado a un BAFTA como Mejor Actor de Reparto por su papel de 2014 como Wilson Wilson en Utopía en el Channel 4. Interpretó al tendero Ahmed junto a Toby Jones en la miniserie de la BBC Capital, y DS Ira King en River de la BBC. Michael Hogan, en su reseña de River en The Daily Telegraph, escribió: "Esta serie fue bellamente escrita por Abi Morgan, dirigida con estilo y sobre todo magníficamente interpretada. El apoyo más tranquilo y menos llamativo los jugadores también brillaron. No sólo incondicionales [...] sino rostros más frescos: "Adeel Akhtar como el interminable compañero psiquiatra de River y Georgina Rich".
En 2016, Akhtar apareció como Shahzad en el drama único de la BBC Murdered by My Father. Ganó el premio BAFTA 2017 como actor principal en Murdered by My Father, siendo así el primer actor no blanco en ganarlo. También apareció como Rob Singhal en la aclamada miniserie The Night Manager de la BBC de John le Carré. Su último papel es el de Billy en la serie aclamada por la crítica de BBC Three de 2019, Back to Life, escrita por Daisy Haggard y Laura Salon.
Adeel se convirtió en mecenas de Half Moon Theatre en otoño de 2016.

## Filmografía

### Películas
| Año  | Título                             | Papel                     | Notas                              |
| ---- | ---------------------------------- | ------------------------- | ---------------------------------- |
| 2002 | Let's Roll: The Story of Flight 93 | Hijacker Saeed Al Ghamdi  |                                    |
| 2008 | Traidor                            | Hamzi                     |                                    |
| 2010 | Four Lions                         | Faisal                    |                                    |
| 2010 | Stranger Things                    | Mani                      | No confundirse con Stranger Things |
| 2012 | El dictador                        | Maroush                   |                                    |
| 2013 | Jadoo                              | Vinod                     |                                    |
| 2013 | Convenience                        | Shaan                     |                                    |
| 2014 | War Book                           | Mo                        |                                    |
| 2015 | Pan                                | Mr. Smee                  |                                    |
| 2017 | The Big Sick                       | Naveed                    |                                    |
| 2017 | Victoria & Abdul                   | Mohammed Bakhsh           |                                    |
| 2018 | Swimming with Men                  | Kurt                      |                                    |
| 2019 | Murder Mystery                     | Maharajah Vikram Govindan |                                    |
| 2020 | The Nest                           | Steve                     |                                    |
| 2020 | Enola Holmes                       | Inspector Lestrade        |                                    |
| 2021 | Everybody's Talking About Jamie    | Iman Masood               |                                    |
| 2021 | La vida electrizante de Louis Wain | Dan Rider                 |                                    |
| 2022 | Enola Holmes 2                     | Inspector Lestrade        |                                    |
| 2023 | Murder Mystery 2                   | Maharajah Vikram Govindan |                                    |

### Televisión
| Año       | Título                         | Papel                       | Notas                                  |
| --------- | ------------------------------ | --------------------------- | -------------------------------------- |
| 2006      | Law & Order: Criminal Intent   | Hazim                       | Episodio: "Dollhouse"                  |
| 2006      | Conviction                     | Dr. Darpan Banerjee         | Episodio: "Downhill"                   |
| 2010      | Angelos Epithemiou's Moving On | Gupta                       |                                        |
| 2011      | Coming Up                      | Hasan                       | Episodio: "Hooked"                     |
| 2013-2014 | The Job Lot                    | George                      |                                        |
| 2013      | Trollied                       | Ray                         | Temporada 3                            |
| 2013      | The Tunnel                     | Anwar Rashid                | Temporada 1, 2 episodios               |
| 2013-2014 | Utopia                         | Wilson Wilson               | Nominado - BAFTA                       |
| 2015      | River                          | Detective Sergeant Ira King |                                        |
| 2015      | Capital                        | Ahmed Kamal                 |                                        |
| 2016      | The Night Manager              | Rob Singhal                 |                                        |
| 2016      | Murdered by My Father          | Shahzad                     | Película de televisión Ganador - BAFTA |
| 2017      | Unforgotten                    | Hassan Mahmoud              |                                        |
| 2017      | Shut Eye                       | Pazhani "Paz" Kapoor        | Temporada 2 (6 episodios)              |
| 2017      | Apple Tree Yard                | Jaspreet                    | Episodios (3 y 4)                      |
| 2017-2018 | Ghosted                        | Barry                       | Reparto principal                      |
| 2018      | Counterpart                    | Casper                      |                                        |
| 2018      | Los Miserables                 | Monsieur Thénardier         |                                        |
| 2019      | Killing Eve                    | Martin                      | 3 episodios                            |
| 2019      | Back to Life                   | Billy                       |                                        |
| 2024      | Fool Me Once                   | Detective Sami Kierce       | Reparto principal                      |

### Etapa
- 2008: The Colonel como Zero (Teatro Absoluto)
- 2008: In My Name como Zaeem (Old Red Lion y Trafalgar Studios)
- 2009: Wuthering Heights como Yusuf (Compañía de teatro Tamasha)
- 2010: Satyagraha (Conjunto) (Teatro improbable)
- 2011-2012: Hamlet como Guildenstern y Francisco (Teatro Young Vic)